# Dov Schmorak
Dov B. Schmorak (* 15. November 1929 in Polen; † 25. April 2015) war ein israelischer Diplomat.

## Leben
Schmorak emigrierte 1950 nach Israel. Ab 1952 wurde er für das israelische Außenministerium tätig. Von 1954 bis 1956 diente Schmorak in den israelischen Streitkräften. Er war von 1961 bis 1962 Sprecher des Generalstaatsanwalts und Verbindungsmann zu den ausländischen Beobachtern während des Prozesses gegen Adolf Eichmann. Danach war Schmorak von 1962 bis 1966 Erster Sekretär an der israelischen Botschaft in Schweden sowie von 1966 bis 1968 Erster Sekretär und später Botschaftsrat an der israelischen Botschaft im Vereinigten Königreich.
Von 1972 bis 1975 fungierte er als israelischer Botschafter in Uruguay. Von 1980 bis 1985 war Schmorak der israelische Botschafter in Argentinien. Sein nächster Botschafterposten brachte ihn nach Mexiko, wo er Israel von 1987 bis 1991 vertrat.

## Schriften
- (Hrsg.): Sieben sagen aus. Zeugen im Eichmann-Prozeß. Einleitung Peter Schier-Gribowoski. Berlin 1962.
- (Hrsg.): Der Eichmann-Prozeß. Dargestellt an Hand der in Nürnberg und in Jerusalem vorgelegten Dokumente und Gerichtsprotokolle. Wien, 1964.